# Edith Thallaug
Edith Thallaug, eg. Edith Thora Thallaug-Benczy, född 16 juni 1929 i Bærum, död 7 juni 2020 i Huddinge distrikt, var en norsk-svensk operasångerska (mezzosopran) och skådespelare. 
Thallaug var huvudsakligen verksam vid Kungliga teatern i Stockholm, en mångsidig artist, där en av hennes främsta prestationer var titelrollen i Bizets Carmen. Hon utnämndes till hovsångerska 1976, då det blev möjligt att utdela denna titel också till  icke-svenska medborgare.
År 2009 gav Thallaug en jubileumskonsert i Kronprinsesse Märthas kirke i Stockholm för att fira 50 år som sångerska. Hon var syster till artisten och skådespelaren Anita Thallaug. Edith Thallaug är begravd på Tomtberga kyrkogård.

## Priser och utmärkelser
- 1971/1972 – Musikkritikerpriset [7][8]
- 1976 – Hovsångare [9][8]
- 1977 – Griegpriset [8]
- 1983 – Litteris et Artibus [10]
- 1983 – Riddare av Sankt Olavs orden [1]

## Filmografi
- 1973 – Carmen
- 1978 – Poppeas kröning
- 1990 – Kronbruden

## Diskografi
- Edith Thallaug. Caprice CAP 1107 (LP). 1975. Svensk mediedatabas.
- Bach, Cantatas 106 & 140 ; Magnificat. Håkan Hagegård, Margareta Hallin, Margot Rödin, Edith Thallaug, et al. Dir. Anders Öhrwall. Swedish Society Discofil SCD 1065. Svensk mediedatabas.
- From solo to quartet. Märta Schéle, Edith Thallaug, Gösta Winbergh. Lucia Negro, piano. BIS CD 77. Svensk mediedatabas.
- Edith Thallaug. Eva Knardahl, piano. Simax PSC 1019. Svensk mediedatabas.
- Lindberg, Oscar, Requiem, Choral pieces a cappella, Florez and Blanzeflor. Iwa Söreson, Edith Thallaug, Christer Solén, Erik Sædén et al. Dir. Hans Kyhle, Stig Westerberg. Sterling CDS 1013-2. Svensk mediedatabas.
- Famous Swedish opera singers : arias and scenes at the Royal Opera House in Stockholm. Gala GL 333. Svensk mediedatabas.
- Europeisk körmusik från fem århundraden. Solist: Edith Thallaug. 4 LP. Electrola 1C 153-29 916-919. Svensk mediedatabas.
- Brahms, Vocal and piano music. Solister: Edith Thallaug et al. BIS CD 70. Svensk mediedatabas.
- Europäische Chormusik aus fünf Jahrhunderten. 3 CD. Edith Thallaug et al. EMI Classics 7243 5 65344 2 1. Svensk mediedatabas.
- Voices aus Schweden. Edith Thallaug et al. Caprice CAP 1164. Svensk mediedatabas.
- Pergolesi, Giovanni Battista, Stabat Mater. Christina Knochenhauer, Edith Thallaug. Fonogrammärke saknas RHL & B 01. Svensk mediedatabas.
- Bach, Bach till tröst och glädje. Edith Thallaug et al. Proprius PROP 7741. Svensk mediedatabas.
- Svensk opera. Edith Thallaug et al. Dir. Sixten Ehrling. Caprice CAP 1262. Svensk mediedatabas.
- Röster från Stockholmsoperan under 100 år. Edith Thallaug et al. HMV 7C 153-35358. Svensk mediedatabas.
- Petersson-Berger, Wilhelm, Arlnjot. Excerpts. Sterling CDO 1082. Svensk mediedatabas.
- Grieg, Peer Gynt. Incidental music (original version). Taru Valjakka, Edit Thallaug. Dir. Herbert Blomstedt. His Master's Voice ASD 3640. Svensk mediedatabas.
- Bibalo, Antonio, Fröken Julie. Opera efter Strindbergs drama. Edith Thallaug et al. Distribution: Riksteatern. Magnetband ; ¼ tum analog R05-0537. Ej officiellt utgiven. Svensk mediedatabas.
- Sinding, Christian, Romanser. 1. Robert  Levin, piano. NKF30012. LP.1975. Svensk mediedatabas.